# سعد ناطق
سعد ناطق (عربی: سعد ناطق ناجی؛ زادهٔ ۱۹ مارس ۱۹۹۴) یک بازیکن فوتبال اهل عراق است.
از باشگاه‌هایی که در آن بازی کرده‌است می‌توان به باشگاه فوتبال مصافی و نیروی هوایی عراق اشاره کرد. وی همچنین در تیم ملی فوتبال عراق بازی کرده‌است.